# Alix Korey
Alix Korey (Brooklyn, 14 maggio 1951) è un'attrice statunitense, attiva in campo teatrale, televisivo e cinematografico.

## Biografia
Dopo aver recitato nel tour statunitense del musical, nel 1978 Alix Korey fece il suo debutto a Broadway in Hello, Dolly! con Carol Channing, nel ruolo della giovane Minnie Fay, che tornò ad interpretare anche in un secondo tour durante l'anno successivo. Nel 1981 tornò a Broadway nell'operetta The Pirates of Penzance, seguita l'anno successivo dal musical Show Boat al teatro dell'opera di Houston. Durante gli anni ottanta recitò in ruoli da protagonista e come caratterista in numerosi musical a New York e nella costa Ovest. 
Nel 1992 interpretò Fanny Brice in Funny Girl a North Shore, mentre l'anno successivo recitò alla New York City Opera. Nel 1999 recitò nel musical di Stephen Sondheim Company accanto a Norm Lewis e Donna McKechnie e l'anno successivo ottenne una candidatura al Drama Desk Award alla migliore attrice non protagonista per la sua performance in The Wild Party nell'Off-Broadway. Dopo aver recitato in Wonderful Town con Donna Murphy nel 2000, nel 2002 tornò a Broadway nel musical Chicago, a cui seguirono All Shook Up (2005) e Fiddler on the Roof (2015), sempre a Broadway.

## Filmografia parziale

### Cinema
- I pirati di Penzance, regia di Wilford Leach (1983)
- Dummy, regia di Greg Pritikin (2002)

### Televisione
- Riptide - serie TV, 1 episodio (1985)
- Law & Order - I due volti della giustizia - serie TV, 1 episodio (2003)
- The Closer - serie TV, 1 episodio (2006)
- State of Mind - serie TV, 1 episodio (2007)
- Numb3rs - serie TV, 1 episodio (2008)
- Dr. House - Medical Division - serie TV, 1 episodio (2008)

### Doppiaggio
- La bella e la bestia (Beauty and the Beast), regia di Gary Trousdale e Kirk Wise (1991)
- Il gobbo di Notre Dame (The Hunchback of Notre Dame), regia di Gary Trousdale e Kirk Wise (1996)
- Anastasia, regia di Don Bluth e Gary Goldman (1997)

## Doppiatrici italiane
Nelle versioni in italiano delle opere in cui ha recitato, Alix Korey è stata doppiata da:
- Valeria Perilli in The Closer